# Eleocharis palustris
Eleocharis palustris é uma espécie de planta com flor pertencente à família Cyperaceae. 
A autoridade científica da espécie é (L.) Roem. & Schult., tendo sido publicada em Systema Vegetabilium 2: 151. 1817.
Os seus nomes comuns são eleocare-dos-charcos, junco-marreco ou pasto.

## Portugal
Trata-se de uma espécie presente no território português, nomeadamente os seguintes táxones infraespecíficos:
- Eleocharis palustris subsp. palustris - presente em Portugal Continental. Em termos de naturalidade é nativa da região atrás referida. Não se encontra protegida por legislação portuguesa ou da Comunidade Europeia.
- Eleocharis palustris subsp. vulgaris - presente em Portugal Continental. Em termos de naturalidade é nativa da região atrás referida. Não se encontra protegida por legislação portuguesa ou da Comunidade Europeia.

Está também indicada na Checklist da Flora de Portugal como presente e nativa do Arquipélago dos Açores e do Arquipélago da Madeira, mas com problemas taxonómicos.